# Накамура, Наоси
Наоси Накамура (яп. 中村 直志, род. 27 января 1979, Фунабаси, Тиба) — японский футболист.

## Клубная карьера
На протяжении своей футбольной карьеры выступал за клуб «Нагоя Грампус».

## Карьера в сборной
В 2006 году сыграл за национальную сборную Японии один матч.

## Достижения
- Чемпион Джей-лиги: 2010